# Morinville
Morinville – miasto w Kanadzie, w prowincji Alberta.